# Camille Cottin
Camille Cottin, född 1 december 1978 i Boulogne-Billancourt, är en fransk skådespelare inom film, teater och television.

## Karriär
2015–2020 spelade Cottin huvudrollen som agent Andréa Martel i Ring min agent! (Dix pour cent), en TV-serie på franska France 2. Serien visades även på Netflix fjärde och sista säsongen, med sista avsnittet i januari 2021. 

## Filmografi i urval
- 2001 – Yamakasi
- 2005 – Tango Overlord (TV-kortfilm)
- 2010 – Fracture (TV-film)
- 2013 – Connasse (TV-serie)
- 2015 – Toute première fois
- 2015 – Connasse, princesse des coeurs
- 2016 – Allied
- 2018 – Larguées
- 2019 – Deux moi
- 2019 – The Dazzled
- 2015–2020 – Ring min agent! (TV-serie)
- 2021 – Stillwater
- 2021 – House of Gucci
- 2020–2022 – Killing Eve (TV-serie)
- 2023 – Golda
- 2023 – Mord i Venedig
- 2024 – Imperiet